# The Best of Ricky Martin
The Best of Ricky Martin – второй сборник пуэрто-риканского певца Рики Мартина, выпущенный на Columbia Records 12 ноября 2001.

## Появление в чарте
В The Best of Ricky Martin не вошёл новый материал. Ремиксы на "Amor" вышли на радио в определенных странах с целью продвинуть альбом. The Best of Ricky Martin не был выпущен в США.
Альбом достиг пика на седьмой строке в Дании, двенадцатой в Нидерландах и Италии, семнадцатой в Финляндии и двадцать-пятой в Австралии. В Великобритании он достиг сорок-второй строки.
The Best of Ricky Martin был сертифицирован Платиновым в Австралии, золотым в Великобритании и Финляндии. В Великобритании альбом был распродан 177,064 копиями.

## Список композиций
| №   | Название                                                      | Автор(ы)                                                                 | Продюсер(ы)                                          | Длительность |
| --- | ------------------------------------------------------------- | ------------------------------------------------------------------------ | ---------------------------------------------------- | ------------ |
| 1.  | «Livin' la Vida Loca»                                         | Луис Гомес Эсколар, Дезмонд Чайлд, Драко Роса                            | Чайлд, Роса                                          | 4:03         |
| 2.  | «María» (Спанглиш версия Пабло Флореса)                       | Эсколар, К. К. Портер, Ян Блейк                                          | Блейк, Портер, Хавьер Гарза, Пабло Флорес            | 4:30         |
| 3.  | «She Bangs»                                                   | Чайлд, Уолтер Афансьефф, Роса, Гленн Монроиг, Джулия Сьерра, Дэнни Лопес | Роса, Афанасьефф                                     | 4:40         |
| 4.  | «Private Emotion» (с Мехой)                                   | Роб Хайман, Эрик Бацилиан                                                | Чайлд, Роса                                          | 4:01         |
| 5.  | «Amor» (Salaam Remi's Chameleon Remix)                        | Роса, Рэндалл Барлоу, Лиза Квинтана                                      | Эмильо Эстефан, Барлоу, Роса, Салаам Реми            | 3:25         |
| 6.  | «The Cup of Life» (Crowd Noise)                               | Эсколар, Чайлд, Роса                                                     | Чайлд, Роса                                          | 4:32         |
| 7.  | «Nobody Wants to Be Lonely» (с Кристиной Агилерой)            | Чайлд, Виктория Шоу, Гэри Берр                                           | Афанасьефф                                           | 4:11         |
| 8.  | «Spanish Eyes/Lola, Lola (Medley)» (Музыка из One Night Only) | Эсколар, Чайлд, Портер, Роса, Блейк                                      | Чайлд, Портер, Роса                                  | 5:44         |
| 9.  | «She's All I Ever Had»                                        | Джон Секада, Роса, Джордж Норьега                                        | Эстефан, Норьега, Секада, Роса, Афанасьефф           | 4:55         |
| 10. | «Come to Me»                                                  | Роса, Дэвид Резник, Джеймс Гудвин                                        | Эстефан, Норьега                                     | 4:33         |
| 11. | «Amor» (Ремикс Джонатана Питерса)                             | Роса, Барлоу, Квинтана                                                   | Эстефан, Барлоу, Роса, Джонатан Питерс, Тони Колуччо | 3:34         |
| 12. | «Loaded» (Радиовыпуск Джорджа Норьеги 2)                      | Секада, Роса, Норьега                                                    | Эстефан, Норьега, Роса                               | 3:49         |
| 13. | «Shake Your Bon-Bon»                                          | Чайлд, Роса, Норьега                                                     | Эстефан, Норьега, Роса                               | 3:12         |
| 14. | «Be Careful (Cuidado Con Mi Corazón)» (с Мадонной)            | Мадонна, Уильям Орбит                                                    | Мадонна, Орбит                                       | 4:02         |

| №   | Название   | Продюсер(ы) | Длительность |
| --- | ---------- | ----------- | ------------ |
| 15. | «Mega Mix» | Питерс      | 4:14         |

| №  | Название                          | Длительность |
| -- | --------------------------------- | ------------ |
| 1. | «Fanatic: Ricky Meets and Greets» |              |
| 2. | «She Bangs»                       |              |
| 3. | «Loaded»                          |              |
| 4. | «Livin' la Vida Loca»             |              |
| 5. | «María»                           |              |
| 6. | «La Copa de la Vida»              |              |

## Чарты и сертификации
| Chart (2001)                  | Высшая позиция |
| ----------------------------- | -------------- |
| Australian Albums Chart       | 25             |
| Austrian Albums Chart         | 39             |
| Belgian Flanders Albums Chart | 48             |
| Danish Albums Chart           | 7              |
| Dutch Albums Chart            | 12             |
| Finnish Albums Chart          | 17             |
| German Albums Chart           | 29             |
| Irish Albums Chart            | 57             |
| Italian Albums Chart          | 12             |
| Japanese Albums Chart         | 50             |
| Swiss Albums Chart            | 26             |
| UK Albums Chart               | 42             |

| Чарт (2001)     | Позиция |
| --------------- | ------- |
| UK Albums Chart | 141     |

### Сертификации
| Страна         | Сертификация |
| -------------- | ------------ |
| Австралия      | Платина      |
| Финляндия      | Золото       |
| Великобритания | Золото       |